# Казулино
 Казулино — деревня в Смоленской области России, в Сафоновском районе. Расположена в центральной части области в 26 км к северо-востоку от Сафонова, на берегу реки Соля, возле автодороги Сафоново — Холм-Жирковский. Административный центр Казулинского сельского поселения.

## Достопримечательности
- Скульптура на братской могиле 117 воинов Советской Армии, погибших в 1941—1943 гг.

В Казулино находится знаменитая купель и источник иконы Феодоровской.